# Levy Mwanawasa
Levy Patrick Mwanawasa (Mufulira, 3 settembre 1948 – Clamart, 19 agosto 2008) è stato un politico zambiano.
Nato nel 1948 a Mufulira, nello Zambia, era a capo del Movement for Multiparty Democracy, ed è stato il 3º Presidente dello Zambia. Sposato con Maureen Mwanawasa, era di religione protestante. Ha governato il paese dal gennaio 2002 fino alla sua morte avvenuta nel mese di agosto 2008. Ha il merito di aver avviato una campagna per liberare il suo paese dalla corruzione e favorire la crescita economica del paese. Prima della sua elezione, Mwanawasa ha coperto l'incarico di vice presidente dal 1991-1994, mentre era un membro eletto del Parlamento Elettorale.